# Joan Torres Gost
Joan Torres Gost (Sa Pobla, 1900- Madrid 1979) fou un metge, editor i escriptor mallorquí. Fou germà del canonge i expert en Miquel Costa i Llobera, Bartomeu Torres Gost i de l'enginyer Gabriel Torres Gost.
Es llicencià en medicina a la Universitat de Barcelona l'any 1923 i es doctorà l'any 1924 i el mateix any guanya oposicions a metge militar, l'any 1925 oposità per metge de l'Hospital del Rey (Madrid), aleshores en construcció, més tard denominat Hospital Nacional de Enfermedades Infecciosas, amb funcions d'hospital central especialitzat. Arran d'una epidèmia de poliomielitis, l'any 1929, s'especialitzà en aquesta malaltia. Estigué pensionat a Alemanya on amplia els seus coneixements sobre malalties infeccioses, la seva estada allí li va permetre traduir, de l'alemany al castellà, alguns llibres científics sobre la seva especialitat. Durant la Guerra Civil dirigí l'hospital, càrrec que tornà a ocupar a mitjans dels anys 50.
Assolí un alt prestigi científic en l'experimentació del tractament amb antibiòtics en les malalties infeccioses, l'any 1953, introduí un innovador tractament sobre la meningitis tuberculosa que reduí la mortalitat del 60%, i un 20% de supervivència amb greus seqüeles, al 4% dels casos tractats. en el mateix sentit experimentà amb èxit sobre les febres de Malta i la poliomielitis.
Al final de la seva vida escriví alguns textos literaris en català de caràcter costumista, referits a sa Pobla.

## Reconeixements
- Fill Il·lustre de Sa Pobla, abans de 1962.
- Gran Creu de l'Orde Civil de Sanitat, 1964.[7]
- Placa commemorativa a la casa on va néixer, al carrer Muntanya, col·locada per l'ajuntament de sa Pobla el 16 de gener de 1982.

## Obra científica
Llibres
- Clínica de la tuberculosis pulmonar en el adulto. Barcelona, 1934 Wilhelm Neumann i Felix Fleischner, traductor, Joan Torres Gost. Ed. Labor. Versió original en alemany.[8]
- Diagnóstico y tratamiento de la tuberculosis pulmonar y laringea. Barcelona 1935, H. Ulrici, traductor, Joan Torres Gost, Ed. Labor. Versió original en alemany.[9]
- Tratamiento de la meningitis tuberculosa y de la tuberculosis pulmonar aguda. Madrid, 1955, Espasa Calpe
- Curso de poliomielitis y tétanos. Tenerife, 1960. Publicaciones del Instituto de Fisiología y Patología Regionales de Tenerife.[10]

Opuscles, articles i conferències
- Conferencias magistrales. Barcelona, 1944, Hospital Municipal de Infecciosos de Barcelona.[11]
- Fisiopatología clínica, anatomía patológica y terapèutica del paludismo. Madrid 1944. Publicació de la Direcció General de Sanitat.[12]
- Sense títol, Gaceta médica española, Novembre 1949 (Vol. 23, Número 11, Pàgines 418-20)
- Tratamiento de la meningitis tuberculosa. Revista española de tuberculosis, Abril 1953 (Vol. 22, Número 217, Pàgines 171-94)
- Treatment of tuberculous meningitis with streptomycin and isoniazid. Lancet, Octubre 1953 (Vol. 265, Número 6788, Pàgines 693-4)
- Die Behandlung der Meningitis tuberculosa. Deutsche medizinische Wochenschrift, desembre 1953 (Vol. 78, Número 49, Pàgines 1708-11).[13]
- Treatment of acute tuberculosis. International record of medicine and general practice clinics, octubre 1954 (Vol. 167, Número 10, Pàgines 539-45)
- Action of novobiocin in Malta fever. Antibiotics annual, gener 1957 (Vol. 5, Pàgines 915-9)
- Tratamiento de las fiebres de Malta. Boletin cultural e informativo - Consejo General de Colegios Medicos de España, Abril 1958 (Vol. 21, Número 119, Pàgines 27-9)
- Treatment of undulant fever. The Lancet, 7 Juny 1958 (Vol. 271, Número 7032, Pàgines 1228-1229)
- Tratamiento de las fiebres de Malta. Coautor amb D. Molina, Progresos de terapéutica clínica, juliol 1960 (Vol. 13, Pàgines 781-99).
- Un médico de la armada del siglo XVIII. D. Miguel Cabanellas Cladera. Estudio biográfico. Ideas epidemiológicas de la época. Revista general de Marina. CLXII, pp. 693-699. Madrid 1962.
- El Médico Cabanellas: (un epidemiólogo del siglo XVIII) estudio biográfico. Madrid, 1962, Gaceta Médica Española.[14]
- Ideas epidemiológicas del Dr. Miguel Cabanellas. 1962.[15]
- Tomas Cervià. Su vida y obra. Revista española de tuberculosis, març 1963 (Vol. 32, Pàgines 131-42) i a Acta médica de Tenerife, maig 1963 (Vol. 19, Pàgines 188-203)
- Hemorragia pulmonar aguda como complicación de la nefritis crónica. Comentario del llamado síndrome de Goodpasture. Coautor amb J. Escalona Zapata i M. Toledo Trujillo. Revista clínica española, Febrer 1965 (Vol. 96, Pàgines 230-5)
- Una epidemia de poliomelitis, Anales de la Real Academia Nacional de Medicina, gener 1967, (Vol. 89, Número 1, Pàgines 33-46).[16]
- El problema de la enfelatitis en la infancia. Anales de la Real Academia Nacional de Medicina, gener 1968 (Vol. 85, Número 4, Pàgines 493-508)
- El sindrome de Watherhause-Friederichsen. Anales de la Real Academia Nacional de Medicina, abril 1969, (Vol. 86, Número 1, Pàgines 389-400).[17]
- Virus y el sistema nervioso. Estudio especial del sarampión, la varicela y la parotitis. Coautor juntament amb J A Braña Moreno i J L Rapún Pac, Revista clínica española, Maig 1969 (Vol. 113, Número 4, Pàgines 335-42)
- Pasado, presente y futuro de las epidemias en España. Anales de la Real Academia Nacional de Medicina, gener 1972 (Vol. 89, Número 4, Pàgines 631-55).[18]

## Obra literària
- Alpinisme. 1919, Revista Sa Marjal, tom XI, pàg. 117-121.
- Sobre fonts. 1919, Revista Sa Marjal, tom XI, pàg. 121-124.
- Una volta per la plaça. Ed. Joan Torres Gost, Palma, 1970.[19]
- Medio siglo en el Hospital del Rey. Madrid, 1975, Biblioteca Nueva. ISBN 9788470302442
- La saga de l'aigua, 1984. ISBN 9788440023643
- Diferents articles en la revista poblera "Vialfàs"